# Атака (фільм, 1986)
«Атака» (рос. «Атака») — радянська драма 1986 року, знята за мотивами повісті підполковника Володимира Возовікова «Син батька свого».

## Сюжет
Після закінчення танкового училища з відзнакою лейтенант Тимофій Єрмаков вибирає місцем служби Каракуми. Юнацький максималізм потомственого військового стикається з реальним життям лінійного танкового полку. Прибуття Єрмакова в частину відбувається під час ведення бойових дій СРСР в Афганістані. Загибель невідомих Єрмакову офіцерів полку, що не повернулися з відрядження в частину, впливає на його розуміння бойової підготовки ввіреного йому танкового взводу на танках Т-62.
Бажання Єрмакова використовувати в навчанні особового складу взводу реалії бойових дій, а не шаблони нормативів на полігонах і стрільбищах наштовхується на відсталість і нерозуміння командирів і начальників — від командира роти до командира дивізії. Засуджує його і командувач військами військового округу в присутності матері Єрмакова — видної журналістки. Єрмаков вступає в смугу нерозуміння як з боку його командирів, так і підлеглих йому бійців взводу і навіть матері, які схильні вважати методи Єрмакова бажанням самоствердження, а не прагненням виховати досвідчених танкістів, здатних до нестандартних рішень заради досягнення мети.
Паралельно у Єрмакова розвиваються відносини з Аннагуль — комендантом офіцерського гуртожитку, вдовою загиблого офіцера-танкіста. Вона, як вольова жінка, вважає, що Єрмаков всього лише «зарозумілий, самовпевнений лейтенантик з задатками нахабу», але незабаром переймається симпатією до молодого офіцера.
Незабаром в дивізії оголошується тривога, і танкісти маршем йдуть на навчання в складі сил «північних». Рота виявляє танкові колони «противника». Але посередник умовно «виводить з ладу» командира роти в результаті «бомбового удару» винищувачів-бомбардувальників. Єрмаков взяв на себе командування танковою ротою і проявив неабиякий талант тактика і командира, атакувавши і умовно знищивши танковий батальйон «противника». В цей час дивізія «південних» умовно застосувала ядерну зброю. Не маючи зв'язку з вищестоящими командирами, Єрмаков продовжує виконувати поставлені завдання і випадково «збиває» вертольоти «південних», на одному з яких перебуває командир дивізії. В результаті навчання пішли не по за заздалегідь спланованим «північними» і «південними» сценарієм, доводячи безпорадність догматів перед бойовою виучкою, заснованої на суворовських принципах Єрмакова.
Рота під командуванням Єрмакова умовної ціною власного життя атакує і «знищує» мобільні установки тактичних ракет Луна-М з ядерною зброєю.
Посередник навчань, що знаходиться в підрозділі Єрмакова, змушений зупинити умовний бій, який показав реальні командирські якості молодого лейтенанта. Незабаром прилітає командувач округом з матір'ю Єрмакова, і вони виявляють його у танка з екіпажем, що заснув від напруги навчань.

## У ролях
- Сергій Чекан —  лейтенант Тимофій Єрмаков, «Тимоня»
- Олександр Новіков —  старший лейтенант Ігор Линьов
- Василь Попов —  капітан Павло Прохорович Ординцев, командир роти
- Валерій Цвєтков —  генерал-полковник, командувач округом
- Світлана Коновалова —  Тетяна Савельєва, мама Єрмакова
- Микола Мерзлікін —  генерал-майор Барибін, командир дивізії «південних»
- Олег Аветисов —  полковник Степанян, командир дивізії «північних»
- Віктор Чеботарьов —  підполковник Юргін, командир полку
- В'ячеслав Гуренков —  підполковник Самотьосов, посередник навчань
- Олег Демідов —  Петриченко
- Ділором Еґамбердиєва —  Аннагуль
- Сергій Ісавнін —  сержант Коньков
- Віталій Яковлєв —  рядовий Зубов
- Вадим Кириленко —  єфрейтор Семибратов

## Знімальна група
- Автор сценарію — Василь Соловйов[ru]
- Режисер —  Ігор Ніколаєв
- Оператор — В'ячеслав Звонілкін
- Композитор — Олексій Ніколаєв
- Художник —  Євген Галєй